# Élections municipales de 2013 à Laval
Les élections municipales de 2013 à Laval se sont déroulées le 3 novembre 2013. Elles ont permis d'élire le maire de la ville, ainsi que 21 postes de conseillers municipaux.
Cette élection est importante, parce qu'elle se déroule après la démission du maire sortant, Gilles Vaillancourt, sur fond d'allégations de corruption.
À l'issue du scrutin, Marc Demers est élu maire. Son parti, le Mouvement lavallois, remporte 17 des 21 postes de conseillers à pourvoir.

## Contexte
Au cours du mois d'octobre 2012, l'UPAC mène de nombreuses perquisitions à Laval, notamment le domicile de Gilles Vaillancourt, l'hôtel de ville de Laval, et des entreprises obtenant de nombreux contrats de la Ville de Laval. Vaillancourt, sur la sellette, annonce d'abord ne pas démissionner, puis, s'impose deux semaines de repos, à l'issue de laquelle, il annonce, le 9 novembre 2012, sa démission. Le conseiller Alexandre Duplessis assure l'intérim à la mairie .
Le 19 novembre, le PRO des Lavallois, le parti du maire démissionnaire, et qui détient la totalité des sièges du conseil municipal, annonce qu'il se saborde .
Le 31 mai 2013, à la suite de nouvelles accusations de corruption, Laval est mise sous tutelle par le gouvernement du Québec. La tutelle prend fin le 9 décembre 2013 .
Le 28 juin 2013, Alexandre Duplessis démissionne de la mairie, sur fond de scandale sexuel. Sa collègue, Martine Beaugrand, assume désormais l'intérim.

### Forces en présence
Le Mouvement lavallois a été fondé en 2008, en vue de disputer les élections municipales précédentes. Sa candidate à la mairie, Lydia Aboulian a obtenu 22,6 % des voix. Marc Demers prend la tête du parti en septembre 2013.
Le 14 mars 2013, l'ancien député libéral de LaFontaine, Jean-Claude Gobé, annonce la création de son parti, Action Laval.
Le Parti au service du citoyen a été fondé par Robert Bordeleau en 2006, et a participé au scrutin municipal de 2009. Il tente sa chance pour une deuxième fois.
Le 9 septembre, la conseillère sortant Claire LeBel annonce qu'elle fonde son parti politique, appelé Option Laval .
Le Nouveau Parti des Lavallois est créé en août 2013 par son chef, Guy Landry. Le parti avait d'abord l'intention de présenter une équipe complète, mais le 30 septembre 2013, une dizaine de candidats démissionnent en bloc à la suite de révélations de remboursements à l'aide sociale non-payées, par le chef, Guy Landry. Le NPL présente finalement 3 candidats aux postes de conseillers.

## Résultats[9]

### Mairie
| Parti                           | Parti                           | Candidats                       | Voix    | %     |
| ------------------------------- | ------------------------------- | ------------------------------- | ------- | ----- |
|                                 | Mouvement lavallois             | Marc Demers                     | 51 151  | 44,19 |
|                                 | Action Laval                    | Jean-Claude Gobé                | 28 130  | 24,30 |
|                                 | Option Laval                    | Claire LeBel                    | 14 356  | 12,40 |
|                                 | Parti au service du citoyen     | Robert Bordeleau                | 12 574  | 10,86 |
|                                 | Indépendant                     | Jacques Foucher                 | 3 678   | 3,18  |
|                                 | Indépendant                     | Hélène Goupil Nantel            | 2 361   | 2,04  |
|                                 | Nouveau Parti des Lavallois     | Guy Landry                      | 1 453   | 1,26  |
|                                 | Indépendant                     | Marc-Aurèle Racicot             | 1 451   | 1,25  |
|                                 | Indépendant                     | Régent Millette                 | 611     | 0,53  |
|                                 |                                 |                                 |         |       |
| Votes valides                   | Votes valides                   | Votes valides                   | 115 765 | 95,27 |
| Bulletins rejetés               | Bulletins rejetés               | Bulletins rejetés               | 5 746   | 4,73  |
| Total                           | Total                           | Total                           | 121 511 | 100   |
| Abstention                      | Abstention                      | Abstention                      | 174 467 | 58,95 |
| Nombre d'inscrits/Participation | Nombre d'inscrits/Participation | Nombre d'inscrits/Participation | 295 978 | 41,05 |

### Districts

#### Résumé
|                                 |                                 |                                 |         |       |       |        |               |  |  |  |  |  |  |  |
| Parti                           | Parti                           | Candidats                       | Voix    | %     | +/-   | Sièges | +/-           |  |  |  |  |  |  |  |
|                                 | Mouvement lavallois             | 21                              | 41 666  | 35,99 | 12,78 | 17     | 17            |  |  |  |  |  |  |  |
|                                 | Action Laval                    | 21                              | 24 714  | 21,35 | Nv.   | 2      | 2             |  |  |  |  |  |  |  |
|                                 | Parti au service du citoyen     | 21                              | 11 957  | 10,33 | 0,60  | 0      | en stagnation |  |  |  |  |  |  |  |
|                                 | Option Laval                    | 21                              | 10 591  | 9,15  | Nv.   | 0      | en stagnation |  |  |  |  |  |  |  |
|                                 | Nouveau Parti des Lavallois     | 3                               | 318     | 0,27  | Nv.   | 0      | en stagnation |  |  |  |  |  |  |  |
|                                 | Indépendants                    | 51                              | 26 519  | 22,91 | -     | 2      | 2             |  |  |  |  |  |  |  |
|                                 |                                 |                                 |         |       |       |        |               |  |  |  |  |  |  |  |
| Votes valides                   | Votes valides                   | Votes valides                   | 115 765 | 95,27 |       |        |               |  |  |  |  |  |  |  |
| Bulletins rejetés               | Bulletins rejetés               | Bulletins rejetés               | 5 746   | 4,73  |       |        |               |  |  |  |  |  |  |  |
| Total                           | Total                           | Total                           | 121 511 | 100   | -     | 21     | en stagnation |  |  |  |  |  |  |  |
| Abstention                      | Abstention                      | Abstention                      | 174 467 | 58,95 |       |        |               |  |  |  |  |  |  |  |
| Nombre d'inscrits/Participation | Nombre d'inscrits/Participation | Nombre d'inscrits/Participation | 295 978 | 41,05 |       |        |               |  |  |  |  |  |  |  |

#### Résultats individuels
| Candidat | Candidat                     | Parti                       | Voix  | %     |
| -------- | ---------------------------- | --------------------------- | ----- | ----- |
|          | Jacques Saint-Jean (Sortant) | Indépendant                 | 2 040 | 33,86 |
|          | Bintou Touré                 | Mouvement lavallois         | 1 914 | 31,77 |
|          | Eric Denis                   | Action Laval                | 970   | 16,10 |
|          | Judith Lavoie                | Parti au service du citoyen | 743   | 12,33 |
|          | Jean-Gardy Dumoulin          | Option Laval                | 258   | 4,28  |
|          | Claude Ludovic Mbany         | Nouveau Parti des Lavallois | 100   | 1,66  |
| Total    | Total                        | Total                       | 6 025 | 100   |

| Candidat | Candidat            | Parti                       | Voix  | %     |
| -------- | ------------------- | --------------------------- | ----- | ----- |
|          | Paolo Galati        | Action Laval                | 1 532 | 29,38 |
|          | Éric Morasse        | Mouvement lavallois         | 1 475 | 28,28 |
|          | François Desjardins | Option Laval                | 770   | 14,77 |
|          | François Gaudreau   | Indépendant                 | 728   | 13,96 |
|          | Stéphane Beaulieu   | Parti au service du citoyen | 349   | 6,69  |
|          | Claudie Mompoint    | Indépendant                 | 292   | 5,60  |
|          | Karla Osorio        | Indépendant                 | 69    | 1,32  |
| Total    | Total               | Total                       | 5 215 | 100   |

| Candidat | Candidat               | Parti                       | Voix  | %     |
| -------- | ---------------------- | --------------------------- | ----- | ----- |
|          | Christiane Yoakim      | Mouvement lavallois         | 2 054 | 38,25 |
|          | Achille Cifelli        | Action Laval                | 1 807 | 33,65 |
|          | Jonathan Greffe        | Option Laval                | 513   | 9,55  |
|          | Gilbert Lalonde        | Parti au service du citoyen | 425   | 7,91  |
|          | Jean-Michel Fornaciari | Indépendant                 | 336   | 6,26  |
|          | Yves Lagacé            | Indépendant                 | 235   | 4,38  |
| Total    | Total                  | Total                       | 5 370 | 100   |

| Candidat | Candidat           | Parti                       | Voix  | %     |
| -------- | ------------------ | --------------------------- | ----- | ----- |
|          | Stéphane Boyer     | Mouvement lavallois         | 2 481 | 46,15 |
|          | Stéphane Beaulieu  | Parti au service du citoyen | 1 044 | 19,42 |
|          | Nicolino Colasurdo | Action Laval                | 836   | 15,55 |
|          | Juana Laurin       | Option Laval                | 519   | 9,65  |
|          | Nicole Caron       | Indépendant                 | 303   | 5,64  |
|          | Roland Carrière    | Indépendant                 | 154   | 2,86  |
|          | Joanest Jean Mary  | Indépendant                 | 39    | 0,73  |
| Total    | Total              | Total                       | 5 376 | 100   |

| Candidat | Candidat           | Parti                       | Voix  | %     |
| -------- | ------------------ | --------------------------- | ----- | ----- |
|          | Daniel Hébert      | Mouvement lavallois         | 1 522 | 37,78 |
|          | Monique Chartrand  | Action Laval                | 954   | 23,68 |
|          | Mustapha Alaoui    | Option Laval                | 429   | 10,65 |
|          | Cecilia Macedo     | Indépendant                 | 387   | 9,61  |
|          | Frédérick Bertrand | Indépendant                 | 331   | 8,22  |
|          | Normand Clermont   | Parti au service du citoyen | 326   | 8,09  |
|          | Mario Malouin      | Nouveau Parti des Lavallois | 80    | 1,99  |
| Total    | Total              | Total                       | 4 029 | 100   |

| Candidat | Candidat          | Parti                       | Voix  | %     |
| -------- | ----------------- | --------------------------- | ----- | ----- |
|          | Sandra Desmeules  | Mouvement lavallois         | 2 107 | 46,13 |
|          | Stéphane Gemme    | Action Laval                | 975   | 21,34 |
|          | Patrick Thauvette | Option Laval                | 646   | 14,14 |
|          | Eric Heuser       | Parti au service du citoyen | 491   | 10,75 |
|          | Maryse Brault     | Indépendant                 | 215   | 4,71  |
|          | Brian Element     | Indépendant                 | 134   | 2,93  |
| Total    | Total             | Total                       | 4 568 | 100   |

| Candidat | Candidat                | Parti                       | Voix  | %     |
| -------- | ----------------------- | --------------------------- | ----- | ----- |
|          | Raynald Adams           | Mouvement lavallois         | 1 530 | 30,95 |
|          | Pietro Iannuzzi         | Action Laval                | 1 043 | 21,10 |
|          | Michel Dumoulin         | Parti au service du citoyen | 759   | 15,35 |
|          | Marie-Soeurette Mathieu | Option Laval                | 399   | 8,07  |
|          | Barek Kaddouri          | Indépendant                 | 374   | 7,56  |
|          | Nathalie Desmeules      | Indépendant                 | 268   | 5,42  |
|          | Jacinthe Gagnon         | Indépendant                 | 226   | 4,57  |
|          | Andrée Brien            | Indépendant                 | 219   | 4,43  |
|          | Serge Rousseau          | Indépendant                 | 126   | 2,55  |
| Total    | Total                   | Total                       | 4 944 | 100   |

| Candidat | Candidat                | Parti                       | Voix  | %     |
| -------- | ----------------------- | --------------------------- | ----- | ----- |
|          | Michel Poissant         | Mouvement lavallois         | 1 903 | 30,60 |
|          | Jean Lavoie             | Indépendant                 | 1 258 | 20,23 |
|          | Emilio Migliozzi        | Action Laval                | 931   | 14,97 |
|          | Johanne Picard          | Indépendant                 | 602   | 9,68  |
|          | Céline Trottier         | Indépendant                 | 548   | 8,81  |
|          | Silvio De Cicco         | Indépendant                 | 357   | 5,74  |
|          | Jean-Jacques L'Heureux  | Parti au service du citoyen | 355   | 5,71  |
|          | Paul Valery Meli Wagoum | Option Laval                | 265   | 4,26  |
| Total    | Total                   | Total                       | 6 219 | 100   |

| Candidat | Candidat          | Parti                       | Voix  | %     |
| -------- | ----------------- | --------------------------- | ----- | ----- |
|          | David De Cotis    | Mouvement lavallois         | 3 874 | 59,13 |
|          | Angelo Grasso     | Action Laval                | 1 117 | 17,05 |
|          | Diane Favreau     | Option Laval                | 698   | 10,65 |
|          | Angelica Aiello   | Parti au service du citoyen | 346   | 5,28  |
|          | Richard Tessier   | Indépendant                 | 287   | 4,38  |
|          | Fabio Interdonato | Indépendant                 | 230   | 3,51  |
| Total    | Total             | Total                       | 6 552 | 100   |

| Candidat | Candidat                   | Parti                       | Voix  | %     |
| -------- | -------------------------- | --------------------------- | ----- | ----- |
|          | Jocelyne Frédéric-Gauthier | Mouvement lavallois         | 2 264 | 37,36 |
|          | Michel Cantin              | Indépendant                 | 991   | 16,35 |
|          | Guy Garand                 | Option Laval                | 825   | 13,61 |
|          | Rabih Habib                | Action Laval                | 600   | 9,90  |
|          | Daniel Doyon               | Parti au service du citoyen | 505   | 8,33  |
|          | André Desbiens             | Indépendant                 | 432   | 7,13  |
|          | Vincent Viviani            | Indépendant                 | 358   | 5,91  |
|          | Michel Chery               | Indépendant                 | 85    | 1,40  |
| Total    | Total                      | Total                       | 6 060 | 100   |

| Candidat | Candidat                | Parti                       | Voix  | %     |
| -------- | ----------------------- | --------------------------- | ----- | ----- |
|          | Pierre Anthian          | Mouvement lavallois         | 1 751 | 36,18 |
|          | Pierre-Olivier Brunelle | Action Laval                | 1 503 | 31,05 |
|          | Léo Savard              | Indépendant                 | 548   | 11,32 |
|          | Etienne Sakr            | Parti au service du citoyen | 525   | 10,85 |
|          | Meriem Benidir          | Option Laval                | 513   | 10,60 |
| Total    | Total                   | Total                       | 4 840 | 100   |

| Candidat | Candidat                  | Parti                       | Voix  | %     |
| -------- | ------------------------- | --------------------------- | ----- | ----- |
|          | Jean Coupal               | Mouvement lavallois         | 1 841 | 38,12 |
|          | Robert Fauteux            | Action Laval                | 1 548 | 32,05 |
|          | Dennis Konidis            | Parti au service du citoyen | 777   | 16,09 |
|          | Jean-Sébastien Di Fruscia | Option Laval                | 664   | 13,75 |
| Total    | Total                     | Total                       | 4 830 | 100   |

| Candidat | Candidat               | Parti                       | Voix  | %     |
| -------- | ---------------------- | --------------------------- | ----- | ----- |
|          | Vasilios Karidogiannis | Mouvement lavallois         | 1 545 | 30,41 |
|          | Faycal El-Khoury       | Action Laval                | 1 406 | 27,67 |
|          | Sonia Baudelot         | Indépendant                 | 744   | 14,64 |
|          | Julien de Montgaillard | Option Laval                | 480   | 9,45  |
|          | Zeina Hanna            | Parti au service du citoyen | 476   | 9,37  |
|          | Xavier Clapin-Pépin    | Indépendant                 | 430   | 8,46  |
| Total    | Total                  | Total                       | 5 081 | 100   |

| Candidat | Candidat           | Parti                       | Voix  | %     |
| -------- | ------------------ | --------------------------- | ----- | ----- |
|          | Aglaia Revelakis   | Action Laval                | 1 954 | 49,38 |
|          | Stella Tzintzis    | Mouvement lavallois         | 961   | 24,29 |
|          | Patricia Lagopatis | Parti au service du citoyen | 852   | 21,53 |
|          | Tony Valente       | Option Laval                | 190   | 4,80  |
| Total    | Total              | Total                       | 3 957 | 100   |

| Candidat | Candidat              | Parti                       | Voix  | %     |
| -------- | --------------------- | --------------------------- | ----- | ----- |
|          | Aline Dib             | Mouvement lavallois         | 1 748 | 34,71 |
|          | Nicholas Katalifos    | Action Laval                | 1 605 | 31,87 |
|          | Manuel Botelho        | Indépendant                 | 547   | 10,86 |
|          | Carole Grenier        | Parti au service du citoyen | 452   | 8,98  |
|          | Sylvie Le Guerrier    | Option Laval                | 345   | 6,85  |
|          | Sona Lakhoyan Olivier | Indépendant                 | 339   | 6,73  |
| Total    | Total                 | Total                       | 5 036 | 100   |

| Candidat | Candidat                    | Parti                       | Voix  | %     |
| -------- | --------------------------- | --------------------------- | ----- | ----- |
|          | Ray Khalil                  | Mouvement lavallois         | 1 861 | 33,94 |
|          | Yana Lukasheh               | Action Laval                | 1 046 | 19,08 |
|          | Louis-Martin Beaumont       | Indépendant                 | 1 025 | 18,69 |
|          | Richard Morency             | Parti au service du citoyen | 729   | 13,30 |
|          | Charles-Alexandre Pelletier | Option Laval                | 566   | 10,32 |
|          | Noémia Onofre De Lima       | Indépendant                 | 256   | 4,67  |
| Total    | Total                       | Total                       | 5 483 | 100   |

| Candidat | Candidat                | Parti                       | Voix  | %     |
| -------- | ----------------------- | --------------------------- | ----- | ----- |
|          | Nicholas Borne          | Mouvement lavallois         | 2 275 | 35,91 |
|          | Daniel Couture          | Action Laval                | 975   | 15,39 |
|          | Robert Godina           | Indépendant                 | 676   | 10,67 |
|          | François-Hugues Liberge | Indépendant                 | 534   | 8,43  |
|          | Suzanne Haj-Hussein     | Parti au service du citoyen | 515   | 8,13  |
|          | Michèle Caron           | Indépendant                 | 436   | 6,88  |
|          | Alain Leduc             | Indépendant                 | 405   | 6,39  |
|          | Jean Raymon Momo        | Option Laval                | 372   | 5,87  |
|          | Marc Cloutier           | Indépendant                 | 147   | 2,32  |
| Total    | Total                   | Total                       | 6 335 | 100   |

| Candidat | Candidat                   | Parti                       | Voix  | %     |
| -------- | -------------------------- | --------------------------- | ----- | ----- |
|          | Alain Lecompte             | Mouvement lavallois         | 1 653 | 28,99 |
|          | France Dubreuil (Sortante) | Indépendant                 | 1 491 | 26,15 |
|          | Howard Romanado            | Action Laval                | 941   | 16,50 |
|          | Guillaume Langlois-Larente | Option Laval                | 547   | 9,59  |
|          | Normand Vallée             | Parti au service du citoyen | 445   | 7,80  |
|          | Vincent-Carl Leriche       | Indépendant                 | 414   | 7,26  |
|          | Sylvain Boutin             | Indépendant                 | 136   | 2,39  |
|          | Yves Presmy                | Indépendant                 | 75    | 1,32  |
| Total    | Total                      | Total                       | 5 702 | 100   |

| Candidat | Candidat              | Parti                       | Voix  | %     |
| -------- | --------------------- | --------------------------- | ----- | ----- |
|          | Gilbert Dumas         | Mouvement lavallois         | 1 986 | 32,73 |
|          | Sylvain Marineau      | Action Laval                | 1 034 | 17,04 |
|          | Guylaine Bossé        | Indépendant                 | 854   | 14,07 |
|          | Jacques Roberge       | Indépendant                 | 632   | 10,42 |
|          | Marc-André Constantin | Parti au service du citoyen | 623   | 10,27 |
|          | Jean-Paul Pratte      | Option Laval                | 551   | 9,08  |
|          | Stéphane Bourgouin    | Indépendant                 | 388   | 6,39  |
| Total    | Total                 | Total                       | 6 068 | 100   |

| Candidat | Candidat         | Parti                       | Voix  | %     |
| -------- | ---------------- | --------------------------- | ----- | ----- |
|          | Michel Trottier  | Indépendant                 | 2 180 | 29,26 |
|          | Anthony Giosi    | Mouvement lavallois         | 2 002 | 26,87 |
|          | Danielle Sawyer  | Action Laval                | 1 151 | 15,45 |
|          | Chantal Paradis  | Indépendant                 | 814   | 10,92 |
|          | Georges Abi Saad | Parti au service du citoyen | 687   | 9,22  |
|          | Florence Melagne | Option Laval                | 617   | 8,28  |
| Total    | Total            | Total                       | 7 451 | 100   |

| Candidat | Candidat                  | Parti                       | Voix  | %     |
| -------- | ------------------------- | --------------------------- | ----- | ----- |
|          | Virginie Dufour           | Mouvement lavallois         | 2 919 | 41,87 |
|          | Denis Robillard (Sortant) | Indépendant                 | 1 797 | 25,77 |
|          | Jean-Paul Melko           | Action Laval                | 786   | 11,27 |
|          | Denis Chartier            | Parti au service du citoyen | 533   | 7,64  |
|          | Richard Viau              | Option Laval                | 424   | 6,08  |
|          | Anne-Marie Tougas         | Indépendant                 | 375   | 5,38  |
|          | Daniel Bombardier         | Nouveau Parti des Lavallois | 138   | 1,98  |
| Total    | Total                     | Total                       | 6 972 | 100   |